# Закаріадзе Серго Олександрович
Серго Олександрович Закаріадзе (груз. სერგო ზაქარიაძე; 18 червня (1 липня) 1909 — 12 квітня 1971) — радянський грузинський актор, читець, педагог. Народний артист СРСР (1958), Народний артист Грузинської РСР, лауреат державних премій.

## Життєпис
Серго Закаріадзе закінчив гімназію (нині школа № 1) міста Зестафоні, в роки навчання грав у футбольній команді міста і був її капітаном. Пізніше грав центральним захисником тбіліського «Динамо». Навчався на філологічному факультеті Тбіліського університету.
В 1926 році вступив до Тифліський драматичний театр ім. Ш. Руставелі як співробітник допоміжного складу.
В 1928—1956 роках — актор 2-го Державного драматичного театру в Кутаїсі (нині Тбіліський академічний театр імені К. Марджанішвілі), організованого Костянтином Марджанішвілі. В 1930 році театр був переведений в Тифліс. Учень Марджанішвілі і Сандро Ахметелі.
В 1956 повернувся в Тбіліський драматичний театр ім. Ш. Руставелі.
Багато виступав на естраді. У його репертуарі було читання творів грузинських прозаїків і поетів.
В 1955—1960 вів педагогічну роботу зі сценічної мови в Тбіліському театральному інституті ім. Шота Руставелі.
Творчість відзначено завзятістю в здійсненні задумів, глибоким інтелектом, сміливістю. Майстерно знаходив виразні риси характеру своїх сценічних героїв. Грав драматичні, характерні і комедійні ролі.
Депутат ВР СРСР 7-8 скликань (з 1966).
Брат: Бухуті Закаріадзе (1913—1988) — актор театру і кіно, народний артист Грузинської РСР (1965).
Похований в Пантеоні діячів грузинської культури на горі Мтацмінда. На надгробному камені вказані роки народження і смерті: 1907–1971.

## Фільмографія
- 1935: Останні хрестоносці — Торгвай
- 1936: Дарико — Симоно
- 1939: Родина — шпигун Сордіон
- 1941: Дружба — Варден
- 1942 — 1943: Георгій Саакадзе — князь Шадіман Бараташвілі
- 1943: Кутузов — П. І. Багратіон
- 1948: Кето і Коте — епізод
- 1953: Великий воїн Албанії Скандербег — Лаонікус, монах-літописець
- 1959: День останній, день перший — Георгій
- 1962: Морська стежка — Старий
- 1963: Озеро Паліастомі — Івані
- 1964: Батько солдата — Георгій Махарашвілі
- 1965: Новорічний календар
- 1966: Два життя — Алмасхан
- 1967: Скоро прийде весна — Мінаго
- 1969: Не журись! — Доктор Леван Цинцадзе
- 1970: Ватерлоо — фельдмаршал Блюхер